# Джонс, Джимми (баскетболист)
Джеймс «Джимми» Джонс (англ. James "Jimmy" Jones; родился 1 января 1945, Таллула, штат Луизиана, США) — американский профессиональный баскетболист, один из лучших игроков Американской баскетбольной ассоциации, отыгравший все девять сезонов её существования, плюс три сезона в Национальной баскетбольной ассоциации. В 1997 году был включён в число тридцати лучших игроков, вошедших в символическую сборную всех времён АБА.

## Ранние годы
Джимми Джонс родился 1 января 1945 года в небольшом городке Таллула (штат Луизиана), учился там же в средней школе Макколл, в которой играл за местную баскетбольную команду.

## Студенческая карьера
В 1963 году Джимми поступил в Университет штата Луизиана в Грэмблинге, где он в течение четырёх лет выступал за баскетбольную команду «Грэмблинг Стэйт Тайгерс», в которой провёл весьма успешную карьеру, набрав в итоге в 104 матчах 2112 очков (20,3 в среднем за игру) и 843 подбора (8,1). При нём «Тайгерс» играли во втором дивизионе NCAA, однако особых успехов не добивались.

## Профессиональная карьера
В 1967 году Джимми Джонс выставил свою кандидатуру на драфт НБА, на котором был выбран во втором раунде под общим 13-м номером командой «Балтимор Буллетс», однако несмотря на то, что был выбран под довольно высоким номером драфта, он решил не выступать в сильнейшей баскетбольной лиге планеты, а заключил контракт с клубом соперничающей с НБА Американской баскетбольной ассоциации «Нью-Орлеанс Баканирс», ибо его менеджер также выбрал Джимми на драфте АБА в том же году, но уже в первом раунде. Джонс был одним из лучших баскетболистов при игре один на один, прекрасным снайпером, превосходным распасовщиком и лидером почти во всех статистических категориях, а также имел отличную скорость и быстроту реакции.
Уже в дебютном сезоне Джонс набирал в среднем за игру по 18,8 очка, 5,7 подбора и 2,3 передачи, за что по его итогам был включён в сборную новичков ассоциации. В том же сезоне он в составе «Нью-Орлеанс» играл в финальной серии турнира. «Баканирс» в первом раунде с трудом обыграли клуб «Денвер Рокетс» со счётом 3-2, а затем в полуфинале со счётом 4-0 — команду «Даллас Чеперрелс», но в финале в решающем матче серии до четырёх побед проиграли клубу «Питтсбург Пайперс» со счётом 3-4, а сам Джимми по его итогам стал вторым по результативности игроком своей команды, набрав в семи матчах 151 очко (по 21,6 в среднем за игру). В сезоне 1973/1974 годов он вновь принимал участие в финальной серии турнира, но уже в составе команды «Юта Старз». «Юта» в первом раунде обыграли команду «Сан-Диего Конкистадорс» со счётом 4-2, а затем в полуфинале с трудом прошли клуб «Индиана Пэйсерс», выиграв у него со счётом 4-3, но в финальной серии легко проиграли команде «Нью-Йорк Нетс» со счётом 1-4, а сам Джимми по его итогам стал лучшим по результативности игроком своей команды, набрав в пяти матчах 116 очков (по 23,2 в среднем за игру). Кроме этого Джонс является одним из лидеров АБА по количеству сыгранных матчей всех звёзд, вместе с Дэном Исслом Джимми принял участие в шести ASG АБА, проигрывая по этому показателю только Мелу Дэниелсу и Луи Дампьеру, которые провели по семь встреч.
После своей второй неудачи в финале АБА Джимми решил попробовать свои силы в НБА и перебрался в клуб «Вашингтон Буллетс», в котором отыграл три следующих сезона. Однако карьера в сильнейшей лиге планеты у него сразу не задалась, результативность значительно снизилась, а после того как в сезоне 1976/1977 годов провёл всего три матча, решил завершить свою профессиональную карьеру. В 1997 году, по случаю 30-й годовщины со дня основания АБА, Джонс был включён в символическую сборную лучших игроков ассоциации.

## Статистика

### Статистика в НБА
| Сезон                                                                                    | Команда   | Регулярный сезон | Регулярный сезон | Регулярный сезон | Регулярный сезон | Регулярный сезон | Регулярный сезон | Регулярный сезон | Регулярный сезон | Регулярный сезон | Регулярный сезон | Регулярный сезон | Серия плей-офф | Серия плей-офф | Серия плей-офф | Серия плей-офф | Серия плей-офф | Серия плей-офф | Серия плей-офф | Серия плей-офф | Серия плей-офф | Серия плей-офф | Серия плей-офф |
| Сезон                                                                                    | Команда   | GP               | GS               | MPG              | FG%              | 3P%              | FT%              | RPG              | APG              | SPG              | BPG              | PPG              | GP             | GS             | MPG            | FG%            | 3P%            | FT%            | RPG            | APG            | SPG            | BPG            | PPG            |
| ---------------------------------------------------------------------------------------- | --------- | ---------------- | ---------------- | ---------------- | ---------------- | ---------------- | ---------------- | ---------------- | ---------------- | ---------------- | ---------------- | ---------------- | -------------- | -------------- | -------------- | -------------- | -------------- | -------------- | -------------- | -------------- | -------------- | -------------- | -------------- |
| 1974/75                                                                                  | Вашингтон | 73               |                  | 19,5             | 51,8             |                  | 72,5             | 1,9              | 2,2              | 1,0              | 0,1              | 7,1              | 11             |                | 18,7           | 45,3           |                | 90,9           | 2,0            | 1,9            | 1,5            | 0,1            | 6,2            |
| 1975/76                                                                                  | Вашингтон | 64               |                  | 17,7             | 49,7             |                  | 76,6             | 2,0              | 1,9              | 0,5              | 0,1              | 5,9              | 7              |                | 23,6           | 48,9           |                | 85,7           | 2,4            | 1,4            | 1,4            | 0,0            | 8,9            |
| 1976/77                                                                                  | Вашингтон | 3                |                  | 11,0             | 22,2             |                  | 50,0             | 1,3              | 0,3              | 0,7              | 0,0              | 2,0              | Не участвовал  | Не участвовал  | Не участвовал  | Не участвовал  | Не участвовал  | Не участвовал  | Не участвовал  | Не участвовал  | Не участвовал  | Не участвовал  | Не участвовал  |
|                                                                                          | Всего     | 140              |                  | 18,5             | 50,5             |                  | 73,8             | 1,9              | 2,0              | 0,8              | 0,1              | 6,4              | 18             |                | 20,6           | 46,8           |                | 87,5           | 2,2            | 1,7            | 1,4            | 0,1            | 7,2            |
| Наведите курсор мыши на аббревиатуры в заголовке таблицы, чтобы прочесть их расшифровку. |           |                  |                  |                  |                  |                  |                  |                  |                  |                  |                  |                  |                |                |                |                |                |                |                |                |                |                |                |